# Hoshina Ai
Hoshina Ai (星奈 あい (Tinh-Nại Ái) 29 tháng 10 năm 1995 –) là một nữ diễn viên khiêu dâm người Nhật Bản. Cô thuộc về công ti Bambi Promotion.